# Artemisia atrovirens
Artemisia atrovirens — вид квіткових рослин з родини айстрових (Asteraceae). Поширення: північно-центральний, південно-центральний і південно-східний Китай, Таїланд. Населяє схили, луки, узбіччя доріг.

## Біоморфологічна характеристика
Це багаторічна трав'яниста рослина заввишки 60–100(150) см, залозисто запушена. Найбільш нижні листки на короткій ніжці; листова пластинка яйцеподібна або широкояйцеподібна, 5–10 × 4–10 см, 1- або 2-перистороздільна, сегменти 2 або 3 пари, дистальні частки довші за бічні частки. Середнє стеблове листя: ніжка 1–2 см; листова пластинка яйцеподібна або яйцеподібно-еліптична, (5)5–8 × (3)4–7 см, знизу густо сірувато-білоповстяна, жилки з рідкіснішими товстими багатоклітинними волосками, зверху темно-зелена, запушена, іноді гола, залозисто крапчаста, перистороздільна, сегменти 2 або 3 пари, еліптичні або оберненояйцеподібно-еліптичні, 15–25 × (5)10–15 мм, край 1- або 2-зубчастий, верхівка гостра та мукронатна. Найбільш верхнє листя та листоподібні приквітки перистороздільні, 3-лопатеві або цілокраї. Синцвіття — конічна волоть. Квіткові голови майже сидячі, прямовисні. Обгортка довгаста або яйцеподібна, 1.5–2(2.5) мм у діаметрі; філарії із зеленою середньою жилкою, рідко павутинисто запушені. Крайових жіночих квіточок 3–6. Дискових квіточок 5–8, двостатеві. Сім'янка оберненояйцеподібна. Цвітіння та плодіння: серпень — жовтень.